# Cabo Gata (Chipre)
El cabo Gata (en griego: Κάβο Γάτα, «cabo gata», en turco: Doğan Burnu, «cabo halcón») es el cabo suroriental de la península de Akrotiri, en la isla mediterránea de Chipre. El cabo se encuentra dentro del área de la denominada Base Soberana británica de Akrotiri y constituye el extremo meridional de la isla (34º 57' N); no así de la República de Chipre, porque la base no está bajo soberanía chipriota ni forma parte de la Unión Europea. El extremo sur de Chipre como estado se encuentra en las cercanías, en la frontera de la base (34º 39' N).